# Rodrigo Gutiérrez Girón
Rodrigo Gutiérrez Girón (m. 1193) fue un magnate palentino que desempeñó un papel clave en la historia medieval de la península ibérica y el primero en llevar el apellido Girón. Propietario de extensos territorios más numerosas tenencias cedidas para su gobierno y administración por parte de los monarcas, Rodrigo y su parentela formaron unos de los linajes que más poder ostentó en Tierra de Campos desde los Banu Gómez.

## Vida

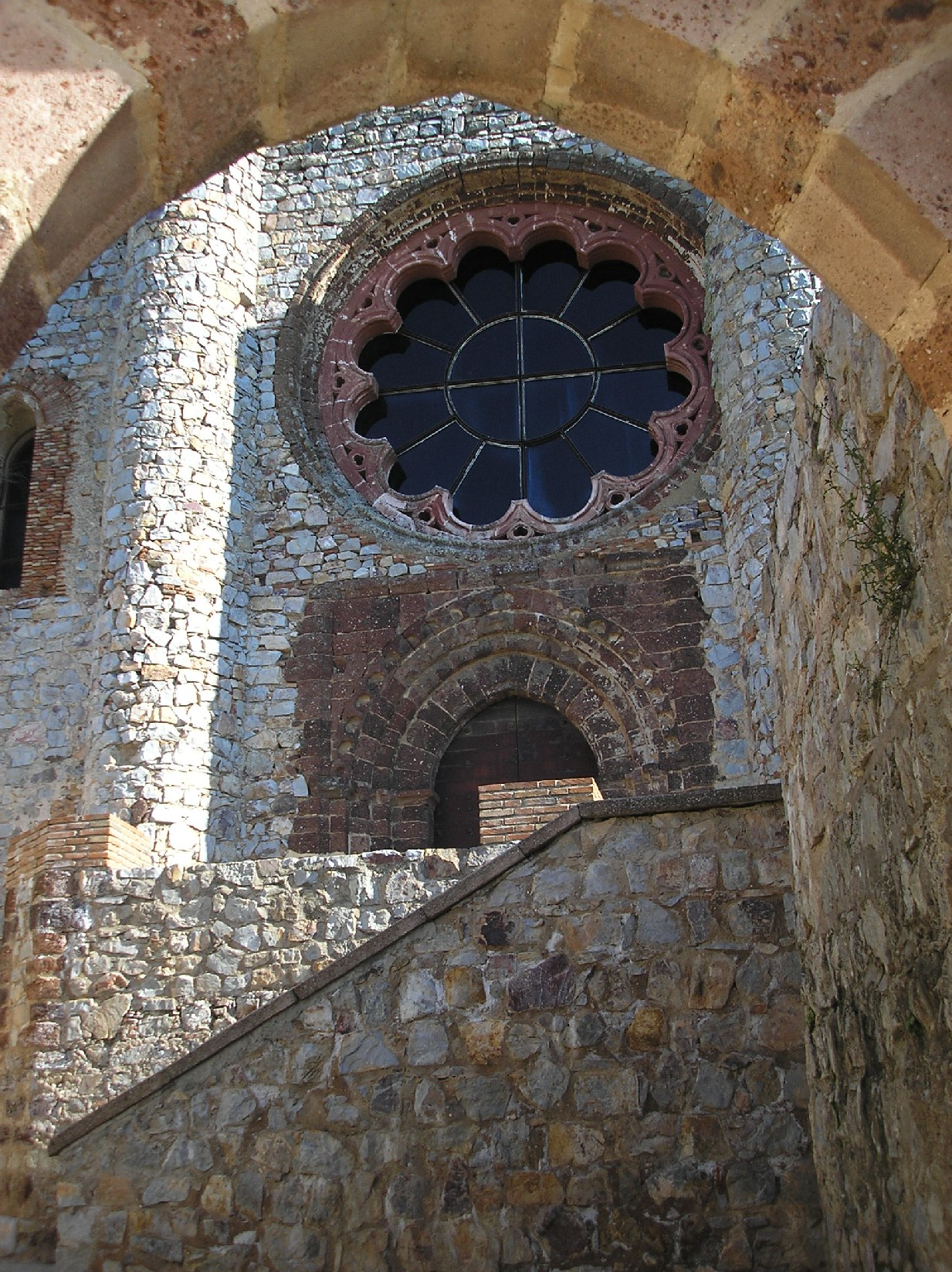
Castillo de Calatrava, antiguo castillo de Dueñas.

Mayordomo mayor del rey Alfonso VIII de Castilla entre 1173 y principios de 1196 salvo pequeños intervalos, él y sus descendientes formaron una de las familias más poderosas de la Castilla medieval que desempeñó un papel de máxima relevancia en la unificación definitiva de las coronas de Castilla y León. Participó en varias batallas importantes de la conquista cristiana del sur de la península ibérica.
Ejerció las tenencias de Gatón, Monzón, Torremormojón, Montealegre la mitad de Carrión y Liébana, todas, salvo la última, en Tierra de Campos. También pudo haber recibido Pedraza de Campos en 1162. En 1179 el rey Alfonso VIII le concedió el lugar de Borox y licencia para construir unos baños y hornos en Toledo así como molinos en una presa del río Tajo. 
En 1189 era tenente del Castillo de Higares en Mocejón y sus tierras, que habría entregado en testamento realizado el mismo año al obispo de Toledo y al cabildo de la catedral. En 1191, Rodrigo y su segunda mujer, Jimena, donaron «por sus almas» a la Orden de Calatrava la mitad de las rentas y heredades que tenían en el castillo de Dueñas, dejando la otra mitad a los hijos del primer matrimonio, incluyendo también en esta donación, la mitad de otras heredades en Borox, Mocejón, y la mitad de un horno y un molino en Toledo.
Falleció en 1193 y recibió sepultura en la catedral de Palencia.

## Ascendencia
El origen del linaje Girón ha sido objeto de debate entre los historiadores y genealogistas. El primero que escribió una obra completa sobre esta familia fue Jerónimo Gudiel por encargo de Pedro Téllez-Girón y de la Cueva, I duque de Osuna, publicada en 1577. Según el hagiógrafo del referido duque, los Girón provenían de la localidad de Cisneros y de un conde llamado Rodrigo González de Cisneros miembro de la casa de Lara, siguiendo la genealogía propuesta anteriormente por el conde de Barcelos. Luis de Salazar y Castro en su obra sobre la casa de Lara también erró al considerar al conde Gonzalo Peláez, poderoso magnate asturiano, como cabeza del linaje.
Historiadores modernos como Carlos Estepa Díez, Andrés Barón Faraldo y Pascual Martínez Sopena, analizando la documentación medieval, han podido aclarar los orígenes de este importante linaje que coinciden en situar en Tierra de Campos y posiblemente como descendientes de los Banu Mirel. Según estas investigaciones, Rodrigo Gutiérrez Girón fue hijo de Gutierre Téllez y de Urraca Díaz. Su abuelo paterno fue Tello Fernández, noble saldañés que figura como tenente de Torremormojón en 1116 y más tarde, en 1127, como tenente en Campos, y que comandaba el castillo de Aceca donde falleció en 1133 cuando este cayó y fue destruido por los almorávides.  
Rodrigo tuvo cuatro hermanos: Álvaro, Pedro Gutiérrez, esposo de María Bueso, Gonzalo, y Mayor, esposa de Alfonso Téllez, llamado de Montealegre, hijo de Tello Téllez y de Mayor Suárez. Su hermano Pedro, quien figura en 1169 en el monasterio de San Isidro de Dueñas como hermano de Rodrigo Gutiérrez, fue señor de la mitad de Ocaña y, junto con su pariente Tello Pérez de Meneses y sus respectivas esposas dotaron y fundaron en 1182 el Hospital de Cautivos y peregrinos en Cuenca que dos años después entregaron a la Orden de Santiago.

## Matrimonios y descendencia

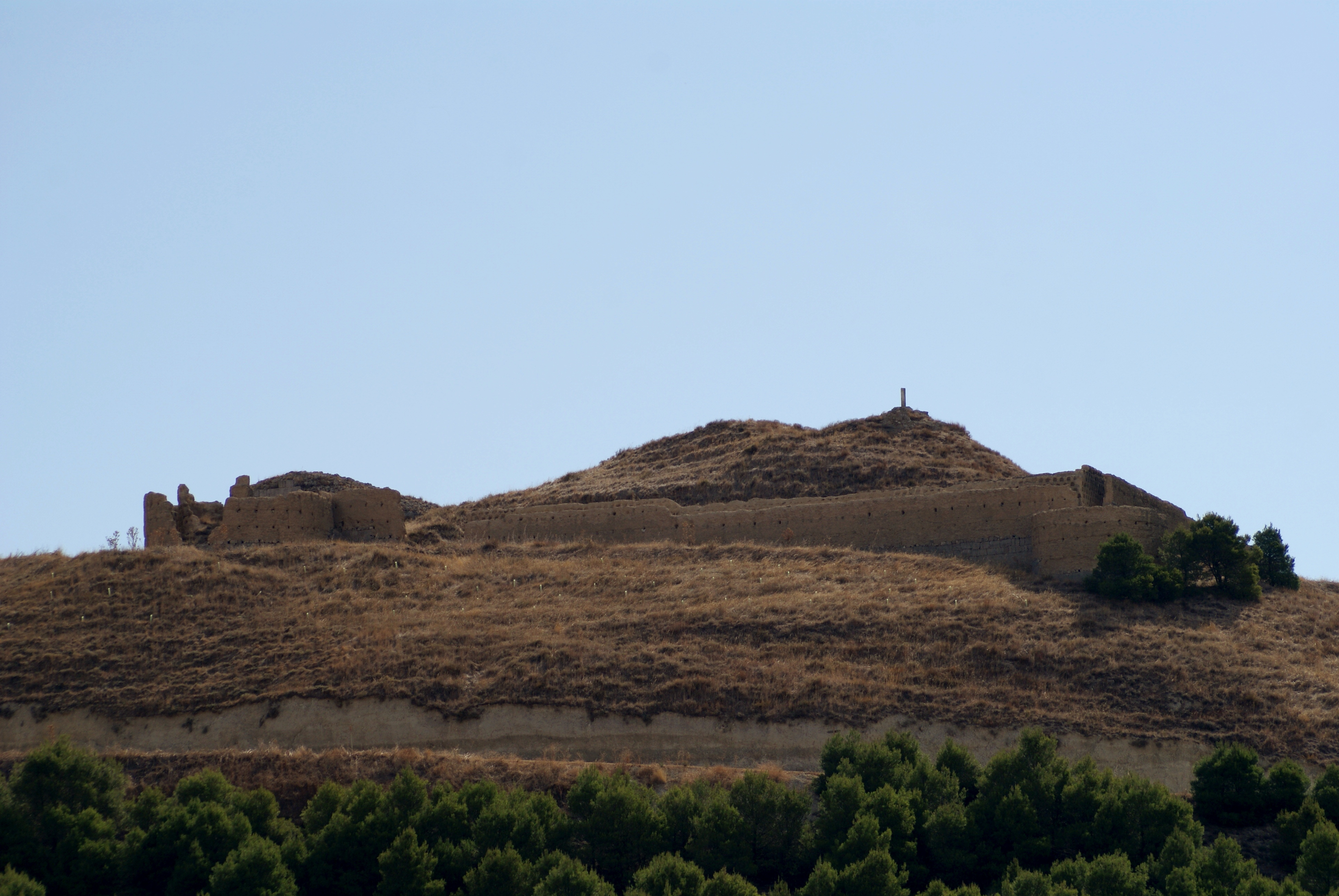
Castillo de Torremormojón

Contrajo un primer matrimonio con María de Guzmán, hija de Rodrigo Muñoz de Guzmán y de Mayor Díaz. De este matrimonio nacieron ocho hijos según consta en una venta que estos hicieron en 1194, una vez fallecido su padre, a la Orden de Calatrava de la parte que les correspondía en el castillo de Dueñas. En esta donación también aparece un sobrino de los hermanos, Rodrigo, hijo del primogénito. Estos hijos fueron: 
- Gonzalo Rodríguez Girón, mayordomo mayor de los reyes Alfonso VII y Fernando III,[17] y señor de Frechilla y de Autillo de Campos.[17]
- Gutierre Rodríguez Girón, canciller real desde el 7 de noviembre de 1182 hasta el 22 de agosto de 1192, confirmando documentación en esas fechas como Guterrio Roderici existente cancellario scripsit y obispo de Segovia[3] entre 1194 y 1195, año en que falleció en la batalla de Alarcos.
- Álvaro Rodríguez Girón,[3] quien en 1218 aparece en la documentación del Monasterio de Aguilar de Campoo vendiendo su heredad en el alfoz de Aguilar y en Quintanilla de Verezoza.
- Pedro Rodríguez Girón. Casó con Sancha Pérez de Lumiares, hija de Pedro Alfonso Viegas de Ribadouro, tenente de Neiva (1187) y de Trancoso (1184),[18] y de Urraca Alfonso de Portugal, señora de Aveiro e hija ilegítima del rey Alfonso Enríquez.[19] Fue tenente de la mitad de Aveiro y tuvo importante descendencia.[19]
- Nuño Rodríguez Girón.
- Rodrigo Rodríguez Girón,[3] canciller real y tenente de Madrid.
- Teresa Rodríguez Girón, que casó con Ponce Vela de Cabrera, alférez del rey Fernando II de León, y abuela de Fernán Pérez Ponce de León.
- Elvira Rodríguez Girón (fallecida c. 1211), primera mujer de Alfonso Téllez de Meneses,[6] segundo señor de Meneses y primero de Alburquerque. Fueron los abuelos de Mayor Alfonso de Meneses casada con el infante Alfonso de Molina y padres de la reina María de Molina.

Rodrigo Gutiérrez Girón se casó en segundas nupcias con Jimena Osorio, hija de conde Osorio Martínez y de la condesa Teresa Fernández de Villalobos, de quien no tuvo descendencia. Ambos figuran en la donación a la Orden de Calatrava el 22 de noviembre de 1191.

## Las armas de los Girones
Según cuenta la leyenda, hubo un individuo llamado Rodrigo González de Cisneros que salvó la vida del rey Alfonso VI de León en una batalla contra los moros, entregando su caballo para que el rey pudiese escapar. Para que el rey no olvidase su servicio, antes de separarse cortó tres girones, o pedazos  de la cota de armas del monarca.  Más adelante, se presentó ante el rey con estos fragmentos, suplicando permiso para poder llevar los girones por sus armas. 
La leyenda no tiene fundamento ya que ni los historiadores antiguos o la tradición popular mencionan esta hazaña. El uso de pintar armas familiares en los escudos era desconocida en tiempos de Alfonso VI y no fue hasta un siglo más tarde que empezó la costumbre de usar blasones.
| Predecesor: Gómez González de Manzanedo | Mayordomo mayor del rey 1173-1193 | Sucesor: Pedro Rodríguez de Guzmán |